# Bandera de Belmonte de Miranda
La bandera del concejo asturiano de Belmonte de Miranda, es rectangular de dimensiones 2:3. Su único color es el verde, en un tono oscuro, con el escudo del concejo centrado.
- Datos: Q5718454